# Dadeus Grings
Dadeus Grings (ur. 7 września 1936 w Porto Alegre) – brazylijski duchowny katolicki, arcybiskup Porto Alegre w latach 2001-2013.

## Życiorys
Po nauce w niższym seminarium w Gravatai rozpoczął studia filozoficzno-teologiczne na Papieskim Uniwersytecie
Gregoriańskim w Rzymie i uzyskał z tych dziedzin tytuł licencjata. Ponadto odbył studia licencjackie z prawa kanonicznego na tejże uczelni.
23 grudnia 1961 otrzymał święcenia kapłańskie i został inkardynowany do archidiecezji Porto Alegre. Był m.in. profesorem w seminarium duchownym w Viamão (a w latach 1973-1978 jego rektorem) oraz na Papieskim Uniwersytecie Katolickim w Porto Alegre (1966-1981 oraz 1986-1991), proboszczem parafii św. Jana Marii Vianneya w Porto Alegre (1970-1981 oraz 1986-1991), a także diecezjalnym sędzią Sądu Biskupiego (1975). W latach 1982–1985 pracował w watykańskim Sekretariacie Stanu.

### Episkopat
23 stycznia 1991 został mianowany biskupem diecezji São João da Boa Vista. Sakry biskupiej udzielił mu 15 marca 1991 biskup Tomás Vaquero.
12 kwietnia 2000 papież Jan Paweł II mianował go biskupem koadiutorem archidiecezji Porto Alegre. Rządy w diecezji objął 7 lutego 2001 po przejściu na emeryturę poprzednika.
18 września 2013 papież Franciszek przyjął jego rezygnację z pełnionego urzędu złożoną ze względu na wiek.